# Список первых ракеток мира до введения профессиональных теннисных рейтингов

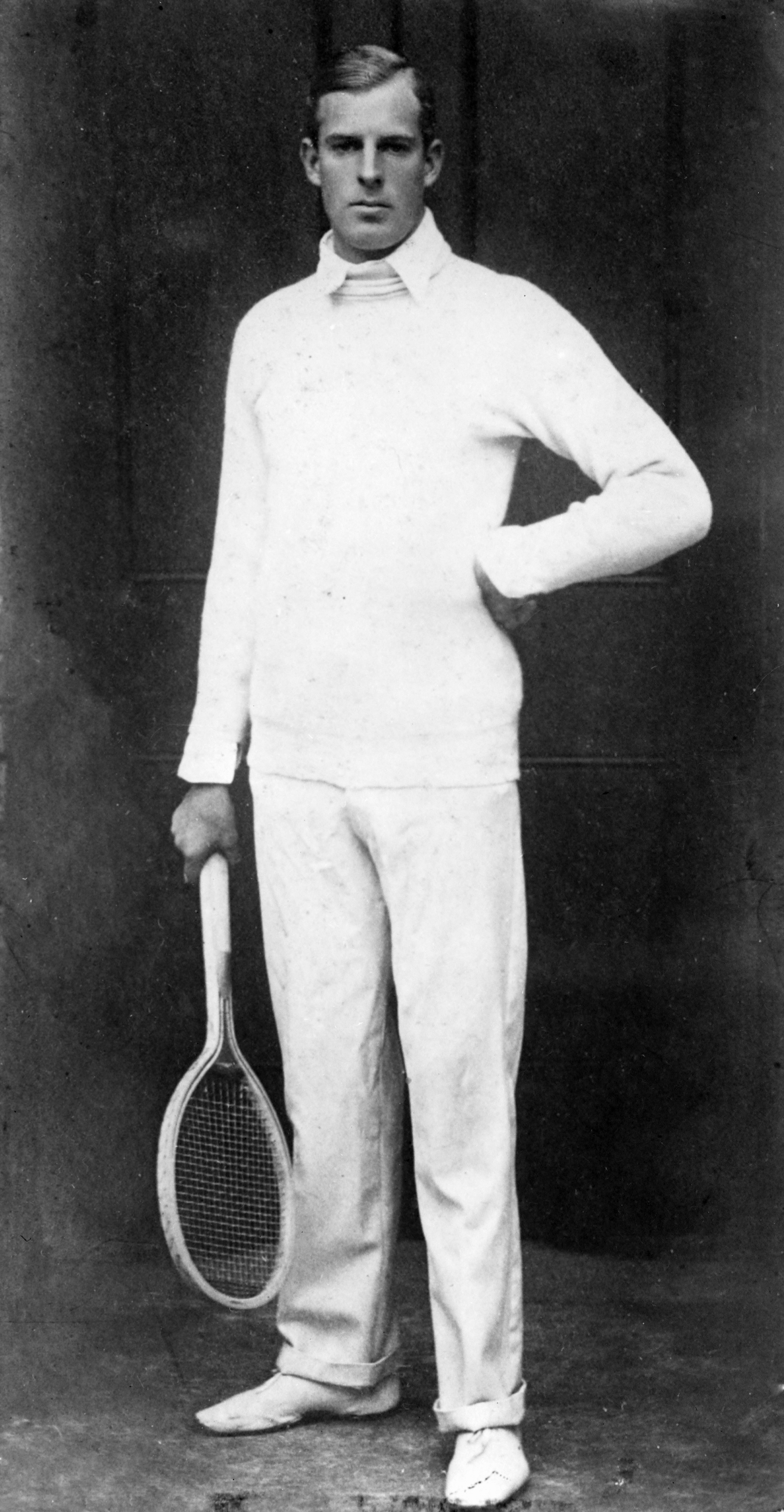
Новозеландец Тони Уайлдинг возглавил первый список лучших теннисистов мира в 1913 году

Список первых ракеток мира до введения профессиональных рейтингов основан на неофициальных списках сильнейших теннисистов мира, ежегодно публиковавшихся начиная с 1913 года газетой «Daily Telegraph». Эти списки приводятся рядом энциклопедических изданий (в том числе Теннисной энциклопедией Бада Коллинза и Официальной энциклопедией тенниса Ассоциации тенниса Соединённых Штатов). Списки составлялись ведущими спортивными обозревателями «Daily Telegraph» в конце каждого теннисного сезона, за исключением периодов мировых войн, в том числе и после введения в 1973 и 1975 годах алгоритмизированных рейтингов ATP и WTA, с которыми сразу же продемонстрировали расхождения.

## История и особенности публикации списков лучших теннисистов мира
До того, как в 1973 году профессиональные теннисные ассоциации ATP и WTA ввели официальные рейтинги, по которым на основе математических алгоритмов опрелелялась иерархия участников теннисных соревнований в мире, неоднократно предпринимались попытки составить рейтинги на более субъективной основе. Такие списки составлялись национальными теннисными ассоциациями на протяжении длительного времени, начиная с 1885 года, когда составленный судейским жюри список десяти сильнейших мужчин-теннисистов США был опубликован Ассоциацией лаун-тенниса Соединённых Штатов (USLTA). Аналогичный список для женщин был впервые опубликован USLTA в 1913 году.
Списки сильнейших теннисистов мира, аналогичные национальным, обычно составлялись авторитетными спортивными обозревателями. Один из старейших ежегодных рейтингов публиковался в британской газете «Daily Telegraph» начиная с 1913 года для мужчин и в 1921 году, а затем регулярно с 1925 года — для женщин, с перерывами только на годы мировых войн. Авторами рейтинга «Daily Telegraph» были:
- Артур Уоллис-Майерс (1913—1938)
- Гордон Лоу (1939)
- Пьер Гиллоу (1946 и 1951)
- Джон Оллифф (1947—1950)
- Ланс Тингей (с 1952 года)[2]

Рейтинги «Daily Telegraph» базировались на выступлениях теннисистов в любительских турнирах, на которых участники не получали вознаграждения за игру, но только компенсацию накладных расходов. В то же время с конца 1926 года параллельно с любительскими проходили соревнования профессиональных теннисистов, в том числе крупные турниры, получившие название «профессионального Большого шлема» и турне из десятков матчей, которые современники и более поздние специалисты рассматривали как поединки за звание сильнейшего профессионала мира. Вплоть до начала 1968 года теннисисты-профессионалы не допускались до участия в любительских турнирах и, соответственно, были исключены из «табели о рангах» «Daily Telegraph». Только в 1968 году, когда все ведущие любительские турниры стали открытыми для профессионалов, их начали включать в списки сильнейших, и в первые же годы после того, как это произошло, во главе мужского списка оказался лучший профессионал Род Лейвер, а женский продолжила возглавлять перешедшая на этот статус Билли-Джин Кинг.
После появления компьютеризированных рейтингов ATP и WTA между ними и субъективно составлявшимися списками стали выявляться расхождения. Так, в 1973 году, в первый же год существования рейтинга ATP, обозреватель «Daily Telegraph» поставил на первую позицию в ежегодном списке сильнейших мужчин-теннисистов австралийца Джона Ньюкомба, в то время как согласно компьютерному рейтингу первое место с августа 1973 по июнь 1974 года занимал румын Илие Настасе. В 1977 году составители рейтинга «Daily Telegraph» и «Boston Globe» поставили на первое место Бьорна Борга, список журнала «World Tennis» возглавил аргентинец Гильермо Вилас, но в рейтинге АТР оба они уступили Джимми Коннорсу. Тем не менее рейтинги крупнейших изданий продолжали составляться и в 1980-е, и даже в 1990-е годы, даже после того как официальные теннисные инстанции перешли на использование рейтингов профессиональных организаций. В данном списке представлены только первые ракетки мира по версии «Daily Telegraph» до 1974 года у мужчин и 1976 года у женщин (первый полный год использования компьютерных рейтингов соответственно в мужском и женском профессиональном туре) по материалам Теннисной энциклопедии Бада Коллинза и Официальной энциклопедии тенниса Ассоциации тенниса Соединённых Штатов.

## Список первых ракеток мира по версии газеты «Daily Telegraph», 1913—1973
| Легенда                         | Легенда                  |
| ------------------------------- | ------------------------ |
| Большой шлем (одиночный разряд) |                          |
| Большой шлем (пары/микст)       |                          |
| Аббревиатуры                    |                          |
| О                               | Одиночный разряд         |
| П                               | Парный разряд            |
| М                               | Смешанный разряд (микст) |
| ЧМ                              | Чемпионат мира           |
| ОЧ                              | Открытый чемпионат       |
| Ф                               | Финалист                 |

### До 1926 года
| Год       | Первая ракетка мира — мужчины | Достижения в сезоне                                        | Первая ракетка мира — женщины | Достижения в сезоне                          |
| --------- | ----------------------------- | ---------------------------------------------------------- | ----------------------------- | -------------------------------------------- |
| 1913      | Тони Уайлдинг                 | Уимблдон: О ЧМ (грунт): О ЧМ (помещения): О                | Рейтинг не публиковался       | Рейтинг не публиковался                      |
| 1914      | Морис Маклафлин               | Чемпионат США: ОФ, П Кубок Дэвиса: Ф                       | Рейтинг не публиковался       | Рейтинг не публиковался                      |
| 1915—1918 | Рейтинг не публиковался       | Рейтинг не публиковался                                    | Рейтинг не публиковался       | Рейтинг не публиковался                      |
| 1919      | Джеральд Паттерсон            | Уимблдон: О Чемпионат США: П Кубок Дэвиса                  | Рейтинг не публиковался       | Рейтинг не публиковался                      |
| 1919      | Билл Джонстон                 | Чемпионат США: О                                           | Рейтинг не публиковался       | Рейтинг не публиковался                      |
| 1920      | Билл Тилден                   | Уимблдон: О Чемпионат США: О Кубок Дэвиса                  | Рейтинг не публиковался       | Рейтинг не публиковался                      |
| 1921      | Билл Тилден (2)               | Уимблдон: О Чемпионат США: О, П ЧМ (грунт): О Кубок Дэвиса | Сюзанн Ленглен                | Уимблдон: О, П ЧМ (грунт): О, П, М           |
| 1922      | Билл Тилден (3)               | Чемпионат США: О, П, М Кубок Дэвиса                        | Рейтинг не публиковался       | Рейтинг не публиковался                      |
| 1923      | Билл Тилден (4)               | Чемпионат США: О, П, М Кубок Дэвиса                        | Рейтинг не публиковался       | Рейтинг не публиковался                      |
| 1924      | Билл Тилден (5)               | Чемпионат США: О Кубок Дэвиса                              | Рейтинг не публиковался       | Рейтинг не публиковался                      |
| 1925      | Билл Тилден (6)               | Чемпионат США: О Кубок Дэвиса                              | Сюзанн Ленглен (2)            | Чемпионат Франции: О, П, М Уимблдон: О, П, М |
| 1926      | Рене Лакост                   | Чемпионат Франции: ОФ Чемпионат США: О, МФ Кубок Дэвиса: Ф | Сюзанн Ленглен (3)            | Чемпионат Франции: О, П, М                   |

### 1927—1967 год
| Год       | Первая ракетка мира — мужчины | Достижения в сезоне                                                                               | Первая ракетка мира — женщины | Достижения в сезоне                                                                                     |
| --------- | ----------------------------- | ------------------------------------------------------------------------------------------------- | ----------------------------- | --- |
| 1927      | Рене Лакост (2)               | Чемпионат Франции: О Чемпионат США: О Кубок Дэвиса                                                | Хелен Уиллз                   | Уимблдон: О, П Чемпионат США: О                                                                         |
| 1928      | Анри Коше                     | Чемпионат Франции: О, М Уимблдон: П Чемпионат США: О Кубок Дэвиса                                 | Хелен Уиллз (2)               | Чемпионат Франции: О Уимблдон: О Чемпионат США: О, П, М                                                 |
| 1929      | Анри Коше (2)                 | Чемпионат Франции: М Уимблдон: О Кубок Дэвиса                                                     | Хелен Уиллз-Муди (3)          | Чемпионат Франции: О Уимблдон: О, М Чемпионат США: О                                                    |
| 1930      | Анри Коше (3)                 | Чемпионат Франции: О, П Кубок Дэвиса                                                              | Хелен Уиллз-Муди (4)          | Чемпионат Франции: О, П Уимблдон: О, П                                                                  |
| 1931      | Анри Коше (4)                 | Кубок Дэвиса                                                                                      | Хелен Уиллз-Муди (5)          | Чемпионат США: О                                                                                        |
| 1932      | Эллсуорт Вайнз                | Уимблдон: О Чемпионат США: О, П                                                                   | Хелен Уиллз-Муди (6)          | Чемпионат Франции: О, П Уимблдон: О                                                                     |
| 1933      | Джек Кроуфорд                 | Чемпионат Австралии: О, М Чемпионат Франции: О, М Уимблдон: О                                     | Хелен Уиллз-Муди (7)          | Уимблдон: О Чемпионат США: ОФ                                                                           |
| 1934      | Фред Перри                    | Чемпионат Австралии: О, П Уимблдон: О Чемпионат США: О Кубок Дэвиса                               | Дороти Раунд                  | Чемпионат Австралии: О Уимблдон: М                                                                      |
| 1935      | Фред Перри (2)                | Чемпионат Франции: О Уимблдон: О, М Кубок Дэвиса                                                  | Хелен Уиллз-Муди (8)          | Уимблдон: О                                                                                             |
| 1936      | Фред Перри (3)                | Уимблдон: О, М Чемпионат США: О Кубок Дэвиса                                                      | Хелен Джейкобс                | Уимблдон: О Чемпионат США: ОФ                                                                           |
| 1937      | Дон Бадж                      | Уимблдон: О, П, М Чемпионат США: О, М Кубок Дэвиса                                                | Анита Лисана                  | Чемпионат США: О                                                                                        |
| 1938      | Дон Бадж (2)                  | Чемпионат Австралии: О Чемпионат Франции: О Уимблдон: О, П, М Чемпионат США: О, П, М Кубок Дэвиса | Хелен Уиллз-Муди (9)          | Уимблдон: О                                                                                             |
| 1939      | Бобби Риггс                   | Чемпионат Франции: ОФ Уимблдон: О, П, М Чемпионат США: О Кубок Дэвиса:Ф                           | Элис Марбл                    | Уимблдон: О, П, М Чемпионат США: О, П, М                                                                |
| 1940—1945 | Рейтинг не публиковался       | Рейтинг не публиковался                                                                           | Рейтинг не публиковался       | Рейтинг не публиковался                                                                                 |
| 1946      | Джек Креймер                  | Уимблдон: П Чемпионат США: О Кубок Дэвиса                                                         | Полин Бетц                    | Чемпионат Франции: М Уимблдон: О Чемпионат США: О                                                       |
| 1947      | Джек Креймер (2)              | Уимблдон: О, П Чемпионат США: О, П Кубок Дэвиса                                                   | Маргарет Осборн-Дюпон         | Чемпионат Франции: П Уимблдон: О Чемпионат США: П                                                       |
| 1948      | Фрэнк Паркер                  | Чемпионат Франции: О Кубок Дэвиса                                                                 | Маргарет Осборн-Дюпон (2)     | Уимблдон: П Чемпионат США: О, П                                                                         |
| 1949      | Панчо Гонсалес                | Чемпионат Франции: П Уимблдон: П Чемпионат США: О Кубок Дэвиса                                    | Маргарет Осборн-Дюпон (3)     | Чемпионат Франции: О, П Уимблдон: П Чемпионат США: О, П                                                 |
| 1950      | Бадж Патти                    | Чемпионат Франции: О Уимблдон: О                                                                  | Маргарет Осборн-Дюпон (4)     | Уимблдон: П Чемпионат США: О, П, М                                                                      |
| 1951      | Фрэнк Седжмен                 | Чемпионат Австралии: П Чемпионат Франции: П, М Уимблдон: П, М Чемпионат США: О, П, М Кубок Дэвиса | Дорис Харт                    | Чемпионат Франции: П, М Уимблдон: О, П, М Чемпионат США: П, М                                           |
| 1952      | Фрэнк Седжмен (2)             | Чемпионат Австралии: П Чемпионат Франции: П, М Уимблдон: О, П, М Чемпионат США: О, М Кубок Дэвиса | Морин Коннолли                | Уимблдон: О Чемпионат США: О                                                                            |
| 1953      | Тони Траберт                  | Чемпионат США: О Кубок Дэвиса: Ф                                                                  | Морин Коннолли (2)            | Чемпионат Австралии: О, П Чемпионат Франции: О Уимблдон: О Чемпионат США: О                             |
| 1954      | Ярослав Дробный               | Уимблдон: О                                                                                       | Морин Коннолли (3)            | Чемпионат Франции: О, П, М Уимблдон: О                                                                  |
| 1955      | Тони Траберт (2)              | Чемпионат Австралии: П Чемпионат Франции: О, П Уимблдон: О Чемпионат США: О                       | Луиза Браф                    | Уимблдон: О Чемпионат США: П                                                                            |
| 1956      | Лью Хоуд                      | Чемпионат Австралии: О, П Чемпионат Франции: О Уимблдон: О, П Чемпионат США: П Кубок Дэвиса       | Ширли Фрай                    | Уимблдон: О, М Чемпионат США: О                                                                         |
| 1957      | Эшли Купер                    | Чемпионат Австралии: О Чемпионат Франции: П Уимблдон: ОФ Чемпионат США: ОФ, П Кубок Дэвиса        | Алтея Гибсон                  | Чемпионат Австралии: П Уимблдон: О, П Чемпионат США: О, М                                               |
| 1958      | Эшли Купер (2)                | Чемпионат Австралии: О, П Чемпионат Франции: П Уимблдон: О Чемпионат США: О Кубок Дэвиса: Ф       | Алтея Гибсон (2)              | Чемпионат Австралии: П Уимблдон: О, П Чемпионат США: О                                                  |
| 1959      | Нил Фрейзер                   | Чемпионат Австралии: М Уимблдон: П Чемпионат США: О, П, М Кубок Дэвиса                            | Мария Буэно                   | Уимблдон: О Чемпионат США: О                                                                            |
| 1960      | Нил Фрейзер (2)               | Чемпионат Франции: П Уимблдон: О Чемпионат США: О, П, М Кубок Дэвиса                              | Мария Буэно (2)               | Чемпионат Австралии: П Чемпионат Франции: П, М Уимблдон: О, П Чемпионат США: П                          |
| 1961      | Род Лейвер                    | Чемпионат Австралии: П Чемпионат Франции: П, М Уимблдон: О Кубок Дэвиса                           | Анджела Мортимер              | Уимблдон: О                                                                                             |
| 1962      | Род Лейвер (2)                | Чемпионат Австралии: О Чемпионат Франции: О Уимблдон: О Чемпионат США: О Кубок Дэвиса             | Маргарет Смит                 | Чемпионат Австралии: О, П Чемпионат Франции: О Чемпионат США: О, М                                      |
| 1963      | Рафаэль Осуна                 | Уимблдон: П Чемпионат США: О, ПФ                                                                  | Маргарет Смит (2)             | Чемпионат Австралии: О, П, М Чемпионат Франции: М Уимблдон: О, М Чемпионат США: П, М Кубок Федерации: Ф |
| 1964      | Рой Эмерсон                   | Чемпионат Австралии: О Чемпионат Франции: П Уимблдон: О Чемпионат США: О Кубок Дэвиса             | Маргарет Смит (3)             | Чемпионат Австралии: О, М Чемпионат Франции: О, П, М Уимблдон: П Чемпионат США: М Кубок Федерации       |
| 1965      | Рой Эмерсон (2)               | Чемпионат Австралии: О Чемпионат Франции: П Уимблдон: О Чемпионат США: П Кубок Дэвиса             | Маргарет Смит (4)             | Чемпионат Австралии: О, П Чемпионат Франции: П, М Уимблдон: О, М Чемпионат США: О, М Кубок Федерации    |
| 1966      | Мануэль Сантана               | Уимблдон: О                                                                                       | Билли-Джин Кинг               | Уимблдон: О Кубок Федерации                                                                             |
| 1967      | Джон Ньюкомб                  | Чемпионат Австралии: П Чемпионат Франции: П Уимблдон: О Чемпионат США: О, П Кубок Дэвиса          | Билли-Джин Кинг (2)           | Уимблдон: О, П, М Чемпионат США: О, П, М Кубок Федерации                                                |

### 1968—1973 год
| Год  | Первая ракетка мира — мужчины       | Достижения в сезоне                                        | Первая ракетка мира — женщины | Достижения в сезоне                                                             |
| ---- | ----------------------------------- | ---------------------------------------------------------- | ----------------------------- | ------------------------------------------------------------------------------- |
| 1968 | Род Лейвер (3)                      | ОЧ Франции: ОФ Уимблдон: О                                 | Билли-Джин Кинг (3)           | Чемпионат Австралии: О, М Уимблдон: О, П                                        |
| 1969 | Род Лейвер (4)                      | ОЧ Австралии: О, П ОЧ Франции: О Уимблдон: О ОЧ США: О     | Маргарет Смит-Корт (5)        | ОЧ Австралии: О, П ОЧ Франции: О, М Уимблдон: П ОЧ США: О, М Кубок Федерации: Ф |
| 1970 | Джон Ньюкомб (2)                    | Уимблдон: О                                                | Маргарет Смит-Корт (6)        | ОЧ Австралии: О, П ОЧ Франции: О Уимблдон: О ОЧ США: О, П, М                    |
| 1971 | Джон Ньюкомб (3)                    | ОЧ Австралии: П Уимблдон: О ОЧ США: П                      | Ивонн Гулагонг                | ОЧ Австралии: ОФ, П ОЧ Франции: О Уимблдон: О Кубок Федерации                   |
| 1972 | Стэн Смит                           | Уимблдон: О Кубок Дэвиса                                   | Билли-Джин Кинг (4)           | ОЧ Франции: О, П Уимблдон: О, П ОЧ США: О                                       |
| 1973 | Джон Ньюкомб (4)                    | ОЧ Австралии: О, П ОЧ Франции: П ОЧ США: О, П Кубок Дэвиса | Маргарет Смит-Корт (7)        | ОЧ Австралии: О, П ОЧ Франции: О, П ОЧ США: О, П                                |
| 1974 | Публиковался регулярный рейтинг ATP | Публиковался регулярный рейтинг ATP                        | Билли-Джин Кинг (5)           | Уимблдон: М ОЧ США: О, П                                                        |
| 1975 | Публиковался регулярный рейтинг ATP | Публиковался регулярный рейтинг ATP                        | Крис Эверт                    | ОЧ Франции: О, П ОЧ США: О Virginia Slims Championships: О                      |

## Общая статистика

### Многократные лидеры сезона
| Мужчины (1913—1973) | Мужчины (1913—1973) | Мужчины (1913—1973) |
| Страна              | Игрок               | Лет                 |
| ------------------- | ------------------- | ------------------- |
| США                 | Билл Тилден         | 6                   |
| Франция             | Анри Коше           | 4                   |
| Австралия           | Род Лейвер          | 4                   |
| Австралия           | Джон Ньюкомб        | 4                   |
| Великобритания      | Фред Перри          | 3                   |
| Франция             | Рене Лакост         | 2                   |
| США                 | Дон Бадж            | 2                   |
| США                 | Джек Креймер        | 2                   |
| США                 | Тони Траберт        | 2                   |
| Австралия           | Эшли Купер          | 2                   |
| Австралия           | Нил Фрейзер         | 2                   |
| Австралия           | Рой Эмерсон         | 2                   |

| Женщины (1921—1975) | Женщины (1921—1975)   | Женщины (1921—1975) |
| Страна              | Игрок                 | Лет                 |
| ------------------- | --------------------- | ------------------- |
| США                 | Хелен Уиллз-Муди      | 9                   |
| Австралия           | Маргарет Смит-Корт    | 7                   |
| США                 | Билли-Джин Кинг       | 5                   |
| США                 | Маргарет Осборн-Дюпон | 4                   |
| Франция             | Сюзанн Ленглен        | 3                   |
| США                 | Морин Коннолли        | 3                   |
| США                 | Алтея Гибсон          | 2                   |
| Бразилия            | Мария Буэно           | 2                   |

### Первые ракетки мира по странам
| Мужчины (1913—1973)       | Мужчины (1913—1973) | Мужчины (1913—1973) |
| Страна                    | Игроков             | Лет                 |
| ------------------------- | ------------------- | ------------------- |
| США                       | 12                  | 20                  |
| Австралазия / · Австралия | 10                  | 20                  |
| Франция                   | 2                   | 6                   |
| Великобритания            | 1                   | 3                   |
| Египет                    | 1                   | 1                   |
| Мексика                   | 1                   | 1                   |
| Испания                   | 1                   | 1                   |
| Итого                     | 28                  | 51                  |

| Женщины (1921—1975) | Женщины (1921—1975) | Женщины (1921—1975) |
| Страна              | Игроков             | Лет                 |
| ------------------- | ------------------- | ------------------- |
| США                 | 12                  | 30                  |
| Австралия           | 2                   | 8                   |
| Франция             | 1                   | 3                   |
| Великобритания      | 2                   | 2                   |
| Бразилия            | 1                   | 2                   |
| Чили                | 1                   | 1                   |
| Итого               | 19                  | 46                  |

### Количество турниров Большого шлема в одиночном разряде, выигранных лидерами сезона
| Мужчины                         | Мужчины | Мужчины |
| Турнир                          | Лет     | Побед   |
| ------------------------------- | ------- | ------- |
| Австралазия/ Австралия (с 1913) | 51      | 11      |
| Франция (с 1925)                | 43      | 13      |
| Уимблдон (с 1913)               | 51      | 32      |
| США (с 1913)                    | 51      | 32      |
| Итого                           | 196     | 88      |

| Женщины                         | Женщины | Женщины |
| Турнир                          | Лет     | Побед   |
| ------------------------------- | ------- | ------- |
| Австралазия/ Австралия (с 1921) | 46      | 10      |
| Франция (с 1925)                | 45      | 17      |
| Уимблдон (с 1921)               | 46      | 33      |
| США (с 1921)                    | 46      | 25      |
| Итого                           | 179     | 85      |